# ジェームス・シルコック
ジェームス・ロバート・シルコック（James Robert Shillcock、1997年8月1日 - ）は、プロD2CAブリーヴに所属するラグビー選手。

## プロフィール
- イングランドコヴェントリー出身[1]。
- ポジションはスタンドオフ(SO)、フルバック(FB)。
- 身長180cm、体重90kg
- U20イングランド代表に選ばれたことがある[2]。

## 略歴
ワーウィックスクール卒業後、ウスター・ウォリアーズ、バースを経て、2022年、三菱重工相模原ダイナボアーズに加入。同年12月17日に行われたJAPAN RUGBY LEAGUE ONE第1節リコーブラックラムズ東京戦にて途中出場で日本での公式戦初出場を果たした。
2023年1月26日、2023-24シーズンからレスター・タイガースに加入することが発表された。